# Walting (Pleinfeld)
Walting ist ein Gemeindeteil des Marktes Pleinfeld im Landkreis Weißenburg-Gunzenhausen (Mittelfranken, Bayern). Die Gemarkung Walting hat eine Fläche von 7,887 km². Sie ist in 640 Flurstücke aufgeteilt, die eine durchschnittliche Flurstücksfläche von 12323,78 m² haben. In ihr liegen neben dem namensgebenden Ort die Gemeindeteile Engelreuth und Roxfeld.

## Geographische Lage, Verkehr

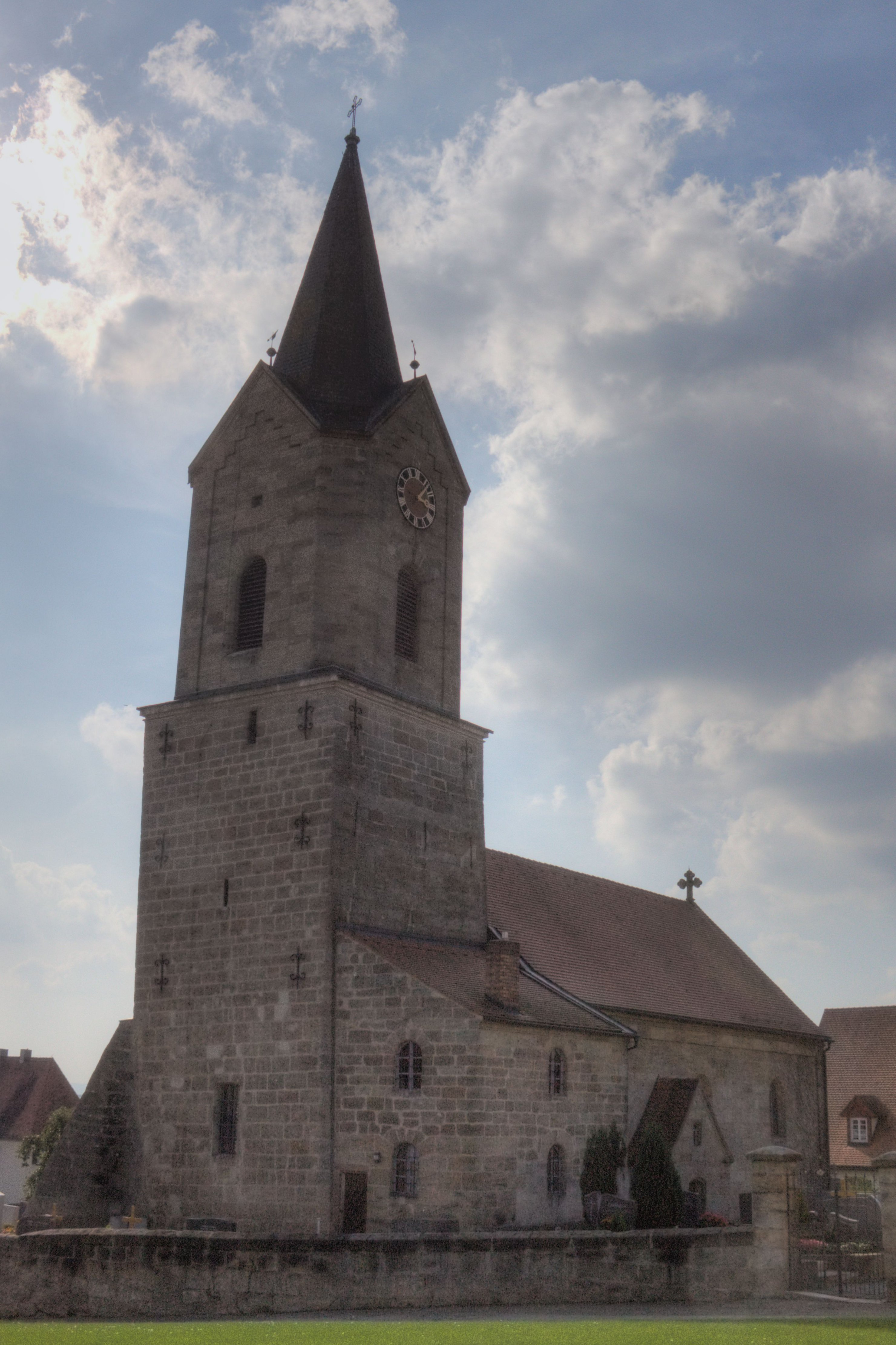
Die Waltinger Pfarrkirche Mariä Himmelfahrt

Das Pfarrdorf befindet sich zehn Kilometer östlich des Großen Brombachsees. Beheimatet im fränkischen Seenland, liegt Walting acht Kilometer östlich von Pleinfeld, an einer Verbindungsstraße zwischen den Staatsstraßen 2389 und 2226. Einen Kilometer nördlich liegt Mannholz und einen Kilometer südlich die Orte Enhofen, Ettenstatt und Reisach. In Richtung Osten liegen die Orte Roxfeld und Haag.
Walting liegt an der Quelle des Arbachs, der das Arbachtal durchfließt.

Dörfer in direkter Nachbarschaft zu Walting sind:
| Mischelbach           | Mannholz (Pleinfeld) | Haag       |
| Kemnathen (Pleinfeld) | Kompass              | Roxfeld    |
| Reisach               | Ettenstatt           | Engelreuth |

## Geschichte

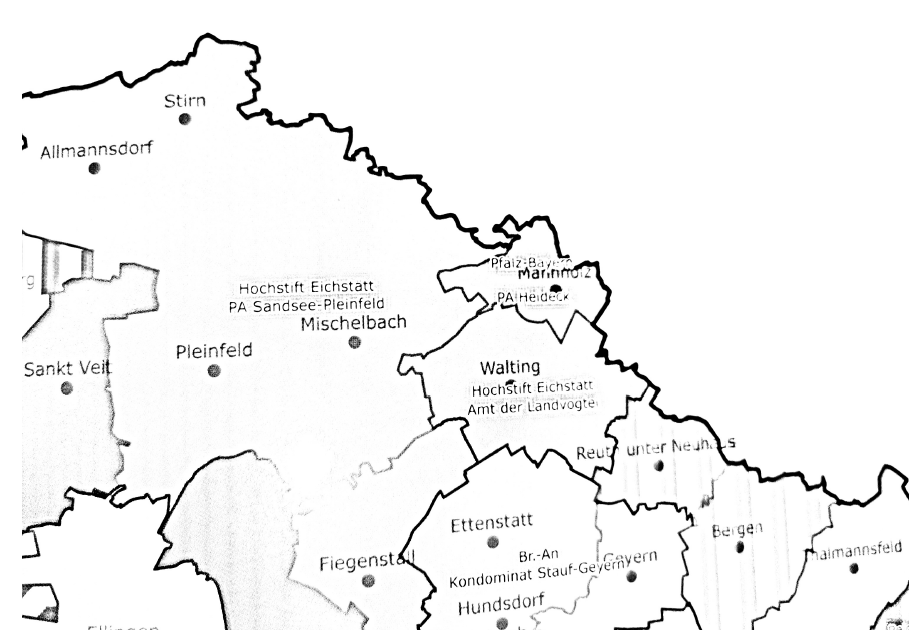
Hochgerichtskarte von 1790

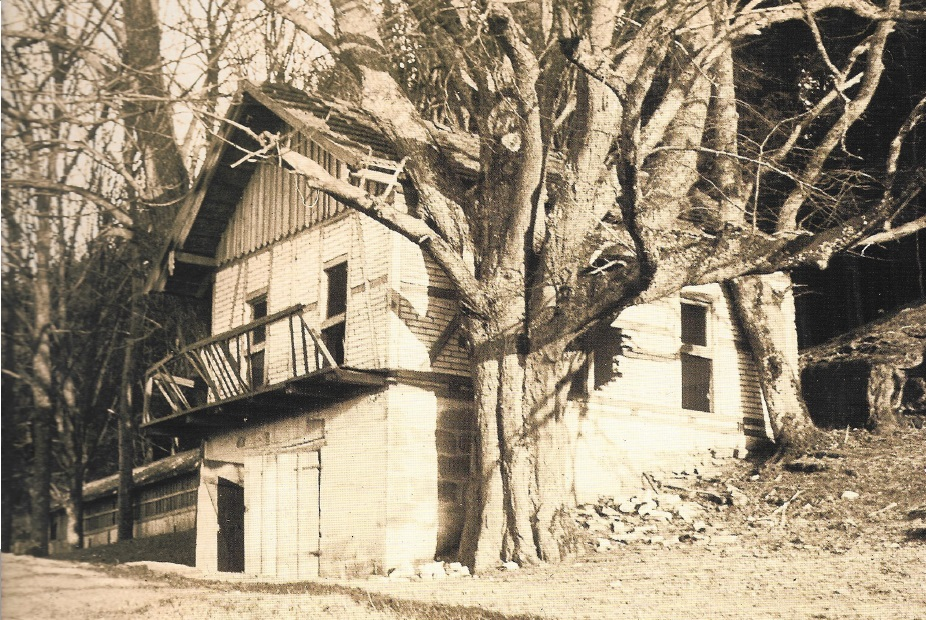
Der Waltinger Keller um 1938, bereits verfallen. Er lag im Spitzholz über dem Arbachtal

Der germanische Landname Walting kommt aus dem 3. bis 7. Jahrhundert. Die Zusammensetzung ist „Personenname +  ingen“. Neben Walting ist Nennslingen einer der wenigen Orte mit germanischem Namen nördlich des Limes.
Walting lag historisch betrachtet an der Grenze zwischen den  beiden alten Gauen – Sualafeld und Nordgau und bildete das Grenzgebiet von Franken, Schwaben und Bayern. Im Rahmen der Hochgerichtsbarkeit von 1790 hat Walting eine gesonderte Stellung. So ist Walting, anders als seine benachbarten Dörfer, einer anderen Gerichtsbarkeit zugeordnet. Walting unterliegt dem Hochstift Eichstätt, genauer dem Amt der Landvogtei. Mischelbach unterliegt ebenfalls dem Hochstift Eichstätt, wird aber dem Pflegeamt Sandsee-Pleinfeld zugeordnet. Das Dorf Mannholz in direkter Nachbarschaft wird von der Pfalz Bayern, genauer dem Pflegeamt Heideck verwaltet. Ettenstatt gehört wiederum dem Fürstentum Brandenburg-Ansbach genauer dem Kondominat Stauf-Geyern.
Mit dem Gemeindeedikt (frühes 19. Jahrhundert) wurde Walting dem Steuerdistrikt Liebenstadt zugeordnet. Zugleich entstand die Ruralgemeinde Walting, zu der Engelreuth und Roxfeld gehörten. Sie unterstand in Verwaltung und Gerichtsbarkeit dem Landgericht Hilpoltstein.
Am 1. Juli 1972 wurde Walting im Zuge der Gebietsreform in Bayern in den Markt Pleinfeld eingegliedert.

## Bauwerke
Das Dorf hatte ehemals zwei Kirchen. Die untere Kirche, St. Bartholomäus, wurde 1807 geschlossen. Die obere Kirche ist die barocke Pfarrkirche Walting. Die Pfarrei Walting gehört zum Bistum Eichstätt.
Der „Waltinger Keller“ ist wahrscheinlich um 1788 von der ortsansässigen Brauerei Christoph errichtet worden. Der Bierkeller, bestehend aus Felsenkeller und Kellerhaus, verfügte über eine überdachte Kegelbahn. Im Zweiten Weltkrieg verfiel der Keller.